# Brachystomella heo
Brachystomella heo är en urinsektsart som beskrevs av Christiansen och Bellinger 1992. Brachystomella heo ingår i släktet Brachystomella och familjen Brachystomellidae. Inga underarter finns listade.